# Волков Олександр Васильович
Олександр Васильович Волков (нар. 1888 — ?) — радянський діяч, голова Харківської окружної контрольної комісії КП(б)У, член ВУЦВК. Член Центральної контрольної комісії КП(б)У в травні 1924 — грудні 1925 року і в листопаді 1927 — січні 1934 року. Член Центральної контрольної комісії ВКП(б) у 1930—1934 роках.

## Біографія
Народився в родині робітників. Працював дрібним службовцем.
Член РСДРП(б) з 1911 року.
За революційну діяльність з 1914 до 1917 року перебував у в'язниці.
З 1922 року перебував на відповідальній партійній роботі.
На 1926 рік — завідувач фінансової секції Центральної контрольної комісії КП(б) України — Народного комісаріату робітничо-селянської інспекції Української СРР.
У 1929—1930 роках — голова Харківської окружної контрольної комісії КП(б) України — робітничо-селянської інспекції. Затверджений головою Харківської окружної робітничо-селянської інспекції на засіданні пленуму Харківського окрвиконкому в січні 1930 року.
У 1932 — 3 березня 1933 року — голова Харківської обласної контрольної комісії КП(б) України — робітничо-селянської інспекції.
До лютого 1934 року — член президії Центральної контрольної комісії КП(б)У.
Подальша доля невідома.